# Borsa Italiana
La Borsa Italiana (Borsa Italiana S.p.A.), situada a Milà, és la principal borsa de valors d'Itàlia . Es va fundar en 1808 i es troba en operacions des del 2 de gener de 1998.

## Índexs borsaris de la Borsa Italiana
Els principals índexs de la borsa italiana són:
- El FTSE MIB, un índex borsari ponderat que inclou les 40 majors companyies del mercat que representen 10 sectors econòmics;
- El FTSE Itàlia All-Share, que cobreix totes les companyies italianes d'aquest mercat i algunes d'estrangeres.

Altres índexs inclouen el FTSE Itàlia Mid Cap, FTSE Itàlia Small Cap, FTSE Itàlia Micro Cap, FTSE Itàlia STAR i el FTSE AIM Itàlia.